# Jasień Brzeski
Jasień Brzeski – przystanek kolejowy w Jasieniu, w województwie małopolskim, w Polsce. Według klasyfikacji PKP ma kategorię dworca regionalnego.
W październiku 2023 zakończono prace remontowe budynku dworcowego, których głównym celem była poprawa stanu technicznego i wyglądu budowli. W ramach prac m.in. wymieniono instalacje oraz stolarkę okienną i drzwiową, wyremontowano poczekalnię i wyposażono ją w system informacji o rozkładzie jazdy, wybudowano nową toaletę, zamontowano pompę ciepła i panele fotowoltaiczne, dokonano nowej aranżacji otoczenia. Całość została dostosowana do osób z niepełnosprawnością oraz objęta monitoringiem. Koszt inwestycji – 4,1 mln PLN.

## Ruch pasażerski
| Rok  | Wymiana pasażerska na dobę |
| ---- | -------------------------- |
| 2017 | 100-149                    |
| 2022 | 10-149                     |

## Połączenia
- Kraków Główny
- Bochnia
- Brzesko
- Tarnów
- Nowy Sącz
- Krynica
- Muszyna
- Stróże
- Jasło
- Rzeszów Główny
- Dębica
- Nowy Sącz
- Piwniczna
- Trzebinia
- Mysłowice
- Katowice
- Rybnik